# Sophronitis sanguiloba
Sophronitis sanguiloba là một loài lan đặc hữu của Bahia, Brasil.